# الأكاديمية المصرية للهندسة والتكنولوجيا المتقدمة
الأكاديمية المصرية للهندسة والتكنولوجيا المتقدمة، هي مؤسسة تعليمية لا تهدف الي الربح، تابعة لوزارة الإنتاج الحربي، والمعتمدة من وزارة التعليم العالي. هي مؤسسة تعليمية تهدف إلي تخريج كفاءات من المهندسين في المجالات الهندسية الحديثة لدعم الصناعة المصرية والتطور التكنولوجي.

## النشأة والتأسيس
بدأ إنشاء الأكاديمية في عام 2002 م بقرار وزير التعليم العالى والبحث العلمى رقم 603 بتاريخ 5 مايو 2005، وافتتحت للدراسة الأكاديمية مطلع العام الأكاديمي 2015/2016 بقرار وزير التعليم العالى والبحث العلمى رقم 987 بتاريخ 7 أبريل 2015.

## الرؤية
أن تكون الأكاديمية المصرية صرحاً تعليمياً وبحثياً متميزاً في العلوم الهندسية والتكنولوجيا المتقدمة علي المستوي المحلي والإقليمي والدولي لتحقيق تنمية مستدامة من خلال تطوير منظومة التصنيع والإنتاج.

## الرسالة
الارتقاء بمستوى الخدمات التعليمية و الإدارية المقدمة من الأكاديمية المصرية طبقاً للمعايير القياسيّة محلياً ودولياً. صقل المهارات الشخصية والعلمية والمهنية للطلاب وأعضاء هيئة التدريس والعاملين من خلال برامج التدريب المستمر. إكساب المهارات البحثية للخريجين لمواكبة عصر تكنولوجيا المعلومات والاتصالات من خلال التحول من التعليم الي التعلم. تخريج مهندسين متميزين وقادرين علي تلبية احتياجات سوق العمل لتطوير منظومة التصنيع المحلي. التطوير المستمر وتوكيد الجودة من خلال التقييم الذاتي لتحقيق قيمة تنافسية علي جميع المستويات محلياً وإقليمياً ودولياً.

## شروط القبول
تقبل الأكاديمية طلبة الثانوية العامة (تخصص علمى رياضة) أو مايعادلها، ويتم القبول من خلال مكتب تنسيق الجامعات.

## التسجيل والدرجة العلمية
تمنح الأكاديمية الدراسين بها درجة البكالوريوس في الهندسة في التخصصات :
- قسم الهندسة الميكانيكية شعبة الميكاترونيكس.
- قسم الهندسة الكيميائية شعبة الكيمياء.
- قسم الهندسة الكهربائية شعبة الاتصالات والإلكترونيات.
- ويقوم نظام الدراسة على نظام الساعات المعتمدة.

## المميزات
تتوافر لدى الأكاديمية الإمكانيات الهائلة من العناصر البشرية عالية الكفاءة سواء على المستوى الأكاديمي وما يشمله من أعضاء هيئة تدريس وهيئة معاونة أو من أعضاء الجهاز الإدارى.
كما توفر للطالب العديد من المميزات من المعامل الكيميائية والمعامل الهندسية ومعامل الحاسب الآلى والورش الهندسية المتنوعة كما يوجد مركز لتنمية المهارات والإبداع يشرف عليه أساتذة متخصصين وتتواجد عيادة طبية مجهزة بأحدث الأجهزة الطبية، والملاعب المختلفة والمسرح التابع للإنتاج الحربى بلإضافة إلى إمكانية تعيين أوائل الخرجين معيدين بالأكاديمية، وإتاحة فرص عمل للخرجين بشركات و مصانع الإنتاج الحربى.

## الأنشطة العامة وخدمة المجتمع
تقدم الآن الأكاديمية دعماً لا محدود لصغار المخترعين بالمراكز الإستكشافية التابعة لوزارة التربية والتعليم كما أطلقت في أكتوبر الماضى المسابقة الوطنية الأولى لتطبيقات الروبوت في الصناعة كما تسعى في القريب العاجل لإنشاء مركزاً لريادة الأعمال وذلك لدعم الشباب بما يعود بالنفع لصالحهم وصالح أوطانهم.